# HMS Vanguard (1787)
HMS Vanguard (Корабль Его Величества «Вэнгард», от англ. vanguard — «авангард») — 74-пушечный линейный корабль третьего ранга. Шестой корабль Королевского флота, названный Vanguard. Десятый линейный корабль типа Arrogant. Заложен 16 октября 1782 года. Спущен на воду 6 марта 1787 года на королевской верфи в Дептфорде. Относился к так называемым «обычным 74-пушечным кораблям», нёс на 
верхней орудийной палубе 18-фунтовые пушки. Принял участие во многих морских сражениях периода Французских революционных и Наполеоновских войн, в том числе в Битве на Ниле.

## Служба

### Французские войны
В декабре 1797 года капитан Эдвард Берри был назначен флаг-капитаном контр-адмирала сэра Горацио Нельсона, который перенёс свой флаг на Vanguard.
2 мая 1798 года Нельсон отделился от флота Сент-Винсента с Orion, Alexander, Emerald, Terpsichore и Bonne Citoyenne. Он отплыл из Гибралтара 9 мая для наблюдения за Тулоном и 12 мая попал в сильный шторм в Лионском заливе, в результате чего Vanguard потерял грот-стеньгу и лишился фок-мачты. Эскадра двинулась к Сардинии, причём повреждённый Vanguard был взят на буксир Alexander.
19 мая, в то время как эскадра Нельсона на станции устраняла ущерб, нанесённый ураганом, Наполеон Бонапарт отплыл из Тулона с флотилией из 72 военных кораблей и 400 транспортов для нападения на Египет. 13 июня он занял Мальту, а 19 июня продолжил свой путь в Египет и прибыл в Александрию 1 июля. 31 мая Нельсон вернулся к Тулону, где обнаружил, что французы покинули порт 13 дней назад. В поисках врага Нельсон достиг Неаполя 17 июня, а затем и Мессины 20 июня. Здесь он узнал о захвате Мальты и догадался о вероятном месте назначения французов. Он отплыл в Александрию, но так как он двигался быстрее французов, его эскадра обогнала их и первой достигла Александрии 29 июня, за два дня до них. Не найдя там французов Нельсон решил возвращаться, и отправился в направлении, противоположном тому, с которого приближались французы. Однако Нельсона не покидала уверенность в том, что французы собирались именно в Египет и он отправился в плавание в Александрию ещё раз.
Вечером 1 августа 1798 года за полчаса до захода солнца началась Битва на Ниле, когда Нельсон атаковал французский флот, который был пришвартован в боевой линии в Абукирском заливе под защитой флотилии канонерских лодок, четырёх фрегатов и батарей на острове Абукир. Флагман Нельсона был шестым в линии и после того, как Goliath и следующие четыре корабля атаковали французский авангард со стороны берега, Vanguard вместе с Minotaur и Defence атаковали французов со стороны моря и вскоре французские корабли оказались в тяжёлом положении, вынужденные вести сражение сразу с несколькими противниками. Vanguard вступил в бой с 74-пушечным кораблём Spartiate и нанёс ему тяжёлые повреждения, разбил все мачты и в итоге вынудил противника спустить флаг. Во время боя на помощь французскому кораблю пришёл следующий в линии, Aquilon, который также открыл огонь по Vanguard. Оказавшись под огнём двух кораблей Vanguard получил серьёзные повреждения, и хотя он не лишился ни одной мачты, но зато понёс тяжёлые потери, лишившись 36 человек убитыми и 76 ранеными, при этом был ранен и сам Нельсон.
Vanguard отплыл в Неаполь 19 августа и прибыл туда 22 сентября. Он нуждался в новых мачтах и бушприте, но Нельсон приказал отложить ремонт, пока не будет закончен ремонт Culloden, который должен был пройти кренгование в Неаполе после того так сел на мель во время боя на Ниле.
В сентябре 1798 года капитан Томас Харди принял командование Vanguard, который всё ещё оставался флагманом Нельсона. Два месяца спустя большая французская армия вторглась в Неаполь и 16 декабря Vanguard был отведён в море чтобы до него не доставал огонь батарей порта. 20 декабря Нельсон для того, чтобы эвакуировать царскую семью и других важных людей, приказал небольшому баркасу с Vanguard, под прикрытием трёх баркасов и небольшого катера с Alcmene, вооружённых только саблями, отправиться к пристани Виктории, чтобы эвакуировать оттуда королевскую семью и других важных лиц. Все остальным лодкам с Vanguard и Alcmene, было приказано собраться возле борта Vanguard и под руководством капитана Харди грести к молу Фиглио.
21 декабря неаполитанская королевская семья, посол Великобритании и его семья, несколько неаполитанских дворян и большинство английских дворян и купцов, всего около 600 человек, были эвакуированы и доставлены на корабли эскадры. Vanguard отплыл 23 декабря и после перехода в условиях сильного волнения моря прибыл в Палермо 26 декабря.
Корабль был местом смерти Альберто, князя Неаполя и Сицилии, сына короля Неаполя Фердинанда IV и его супруги Марии Каролины Австрийской, которые находились на борту корабля во время их путешествия в Палермо.
Нельсон перенёс свой флаг с Vanguard на Foudroyant 6 июня 1799 года, взяв с собой капитана Харди и ряд других должностных лиц, в результате чего командование кораблём принял капитан Браун. В 1800 году Vanguard был переведён в резерв в Портсмуте.
В 1801 году Vanguard, под командованием капитана сэра Томаса Уильямса, отплыл из Портсмута и 20 апреля присоединился к Балтийскому флоту. Флот, под командованием вице-адмирала Чарльза Мориса Пола, вернулся в Англию 10 августа. Vanguard, St George, Spencer, Powerful, Dreadnought, Ramillies и Zealous отплыли 19 августа для блокады Кадиса. Спустя пять месяцев первые четыре корабля были отправлены в Гибралтар для ремонта и пополнения запасов, а затем отплыли к Ямайке в декабре.

### Наполеоновские войны
В июне-декабре 1803 года Vanguard, под командованием капитана Джеймса Уолкера, в составе эскадры коммодора Джона Лоринга принимал участие в блокаде Сан-Доминго. 30 июня Cumberland и эскадра под командованием капитана Генри Уильяма Бойнтона находились между Жан-Рабелом и Сен-Никола в Вест-Индии, когда они заметили парус, который, вероятно, был большим французским военным кораблём. Cumberland и Vanguard подошли к нему и после нескольких выстрелов с Vanguard французское судно сдалось, потеряв двух человек тяжело ранеными. Им оказался французский фрегат Créole, вооружённый сорока четырьмя 18-фунтовыми пушками, под командованием капитана Ле Балларда. Он находился в пути из Кабо-Франсуа в Порт-о-Пренс с генералом Морганом (второй человек на станции Сан-Доминго), его людьми и 530 военнослужащими на борту, в дополнение к экипажу фрегата из 150 человек.
В то время как англичане завладели фрегатом Créole, была также захвачена небольшая французская шхуна, под командованием лейтенанта, которая проплывала в том же районе, что и захваченный фрегат. У неё на борту было 100 бладхаундов из Кубы, которые, по словам команды, были предназначены «для помощи армии в военных операциях против негров».
В июле 1803 года эскадрой Лоринга была перехвачена французская эскадра коммодора Пьера Мориса Жюльена, состоящая из двух 74-пушечных кораблей Duquesne и Duguay-Trouin и 40-пушечного фрегата Guerriere. Ночью французы разделились, Duquesne двинулся на запад, а Duguay-Trouin и Guerriere на восток. Британская эскадра устремилась в погоню и после непродолжительного боя Vanguard и Tartar вынудили Duquesne спустить флаг. Elephant, который преследовал Duguay-Trouin, почти догнал его, даже успел сделать несколько выстрелов, но в итоге Duguay-Trouin вместе с фрегатом удалось уйти от погони. Во время короткого боя Vanguard потерял одного убитого и одного раненого.
В октябре 1803 года эскадра под командованием капитана Генри Уильяма Бойнтона, состоящая из Cumberland, Hercule, Bellerophon, Elephant и Vanguard захватила две французских каперских шхуны Poisson Volant и Superieure, причём Superieure была завачена Vanguard. Обе шхуны впоследствии были приняты в состав Королевского флота.
16 ноября 1803 года Vanguard захватил американскую шхуну Independence. Шесть дней спустя им были захвачены ещё две французских шхуны Rosalle, гружённая селитрой и железным деревом, и St Rosario, без груза.
26 июля 1807 года Vanguard, под командованием капитана Александра Фрейзера, присоединился к эскадре адмирала Джеймса Гамбье в Балтийском море. В августе-сентябре вместе с флотом из 38 судов, принял участие в осаде и бомбардировке Копенгагена, завершевшейся сдачей всего датского флота.
21 мая 1808 года командование над Vanguard принял капитан Томас Бейкер. В качестве флагмана контр-адмирала Томаса Берти он 
продолжил службу в Балтийском море, защищая британские торговые корабли от действий шведского и французского флота.
С 1812 года Vanguard был переоборудован в плавучую тюрьму, а с 1814 года использовался в качестве склада для пороха. Он оставался в этом качестве до 1821 года, когда он был отправлен на слом и разобран.

## Интересные факты
В честь линейного корабля HMS Vanguard, названа крупнейшая в мире частная инвестиционная компания The Vanguard Group.